# Kia Soul

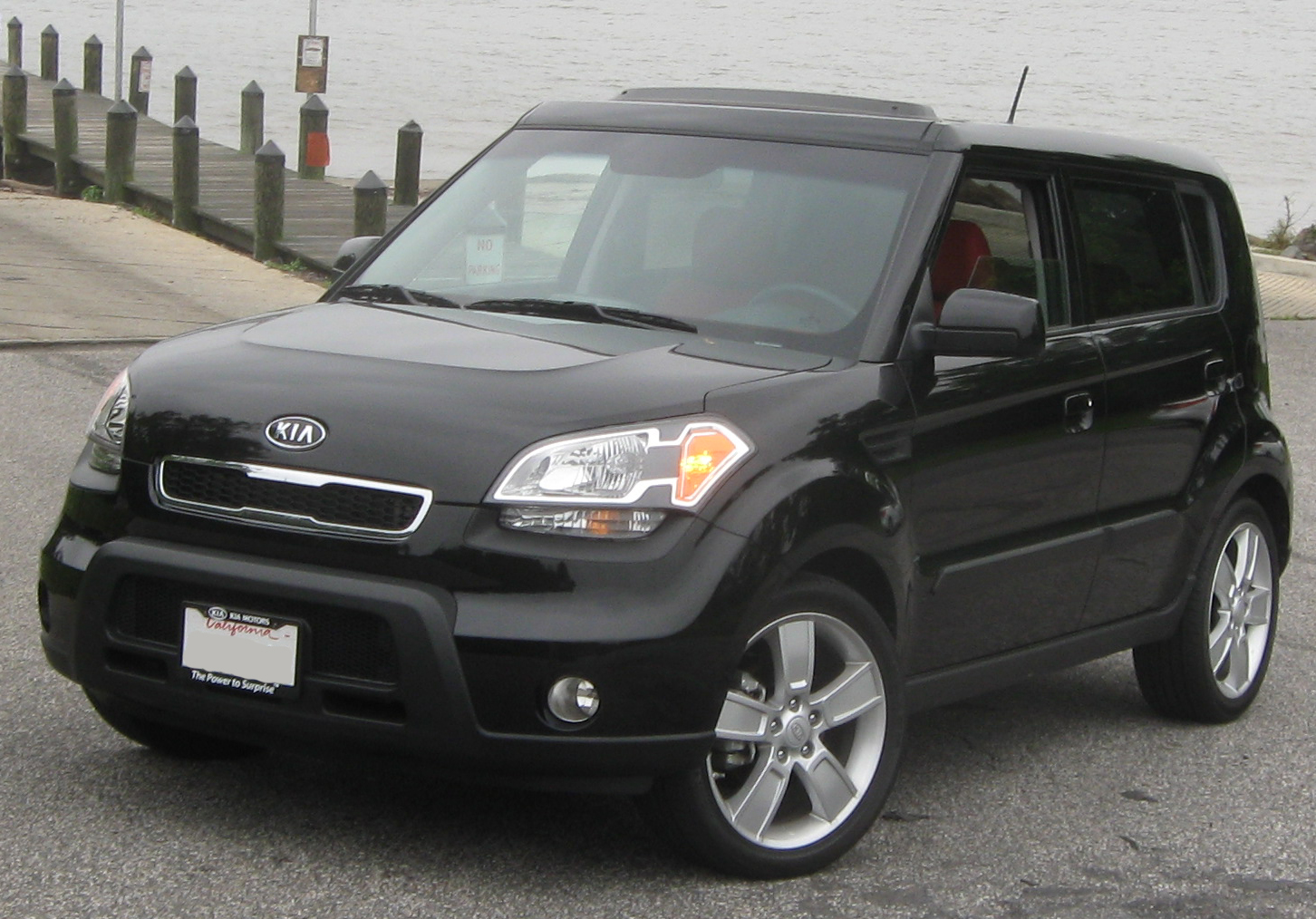
Een Kia Soul

De Kia Soul is een mini MPV, geproduceerd door KIA Motors sinds 2008. De Kia Soul is in Nederland alleen verkrijgbaar met een 1.6 liter benzinemotor of een 1.6 liter dieselmotor.
De Kia Soul wordt gebouwd in Gwangju, Zuid-Korea.
Op de New York International Auto Show in 2013 stond de tweede generatie van de Kia Soul. Deze komt op een nieuw onderstel te staan om een betere rijdynamiek te bewerkstelligen. De motoren blijven ongewijzigd. De tweede generatie wordt in het voorjaar van 2014 in Nederland geïntroduceerd. Hij zal te koop zijn met veel individuele optiemogelijkheden.
Er is met de Kia Soul EV ook een elektrisch aangedreven versie van dit automodel.